# Trichocera nipponensis
Trichocera nipponensis är en tvåvingeart som beskrevs av Tokunaga 1938. Trichocera nipponensis ingår i släktet Trichocera och familjen vintermyggor. Inga underarter finns listade i Catalogue of Life.